# 徳宗 (唐)
徳宗（とくそう）は、唐朝の第12代皇帝。代宗の長男。

## 生涯
743年、奉節郡王に封じられた。762年（宝応元年）、父の代宗が即位すると、徳宗は天下兵馬元帥に任じられ、雍王に改封された。諸軍を陝州に集結させて史朝義を討ち、洛陽を奪回し、河南・河北を平定して安史の乱を終息させた。
764年（広徳2年）、皇太子に立てられた。779年（大暦14年）に代宗が崩御すると、皇帝として即位した。即位後、徳宗は唐の財政再建に力を注ぎ、宰相・楊炎の進言に従って両税法を施行し、税制の改革に着手した。また、強大化した節度使の勢力を抑制するため、兵力の削減や世襲の禁止といった抜本的な改革を試みた。しかし、これらの改革は節度使の強い反発を招き、河朔三鎮や河南二鎮の反乱を引き起こし、徳宗は長安を追われる事態となった。
窮地に陥った徳宗は、784年（興元元年）に『罪己詔』を発し、節度使に対する不介入を約束することで混乱の収束を図った。反乱鎮圧後には、国民が戦乱に巻き込まれたのは自身の過ちであるとして謝罪した。しかし、徳宗の改革は短期間で終わりを告げ、かえって財政的な困難を増大させる結果となった。そして、節度使の権力はさらに強まり、唐王朝の権力は一層弱体化した。
徳宗の治世は、両税法の導入などから「中興の治」と称されることがあるものの、具体的な成果は乏しいとされる。ただし、後世の憲宗による節度使抑制の成功は、徳宗時代の改革の失敗から得られた教訓が活かされた結果であるとも指摘されている。
805年（貞元21年）、徳宗は崩御した。

## 宗室

### 后妃
- 正室：王皇后（昭徳皇后）
  - 長男：李誦（順宗） - 第13代皇帝
  - 皇女：唐安公主
- 側室：韋賢妃 - 韋会と永穆公主（粛宗の娘）のあいだの娘
- 側室：武妃
- 側室：王昭儀
- 側室：趙修儀
- 側室：王昭容
- 側室：王昭媛
- 側室：金修容
- 側室：崔充容
- 側室：楊充容
- 生母不詳の子女
  - 二男：舒王 李誼 - 初名は李謨、李适の弟の李邈の子を養子とした
  - 三男：通王 李諶
  - 四男：虔王 李諒
  - 五男：粛王 李詳
  - 六男：資王 李謙
  - 七男：代王 李諲
  - 八男：文敬太子（邕王）李謜 - 李誦の子を養子とした
  - 九男：照王 李誡
  - 十男：欽王 李諤
  - 十一男：珍王 李諴